# Musée départemental des faïences de La Tour-d'Aigues
Le Musée départemental des faïences de La Tour-d'Aigues est un musée départemental, consacré à la faïence provençale, situé à La Tour-d'Aigues, en Vaucluse. Le musée est fermé actuellement mais la cour du château se visite. 

## Histoire
À la fin du XVIe siècle, entre 1570 et 1580, Jean-Louis-Nicolas de Bouliers, alors propriétaire du château de La Tour-d'Aigues, lance de grands travaux pour transformer son château de style médiéval, en demeure Renaissance. Il demande à François Auriol de ce charger de la confection d'un pavement en faïence polychrome. Ce dernier crée une faïencerie dans une bastide, non loin du château, pour faire cette commande. Ces pavements ont été retrouvés lors de fouilles de restauration, de 1976 à 1980.

## Le château

### Accès
Situé dans les salles restaurées du château de La Tour-d'Aigues, le musée, ainsi que sa bibliothèque et ses ateliers, sont accessibles toute l'année, mais la visite se fait sur rendez-vous.

### Bâtiment
Le château de La Tour-d'Aigues, proche d'une ancienne tour médiévale, qui serait la première enceinte fortifiée du village, date du XIVe siècle. Il est le fief de la Famille d'Agoult, qui crée un véritable château, autour d'un château primitif. Le bâtiment est remanié à la Renaissance, entre 1550 et 1580. Le château reste habité jusqu'à l'aube de la Révolution française, où il est victime d'un incendie accidentel. En partie en ruine, le château est partiellement rénové, notamment au niveau des caves, ainsi qu'une partie du bâti, pour une superficie d'environ 1 000 m². Depuis 1987, il est la propriété du conseil général de Vaucluse, qui y organise expositions, et concerts. Le monument est classé aux Monuments historiques par arrêté du 21 décembre 1984.

## Les collections
Plusieurs collections sont présentes dans le musée, toutes en relations avec la faïence :
- la production de la faïencerie du baron de Bruny
- la maquette d’un four de fabrication de faïence, réalisée grâce aux Mémoires d’Agriculture du baron de Bruny publiés en 1787.
- des pièces issues des fabriques du XVIIIe siècle : Moustiers, Marseille, Sceaux, Delft, notamment.
- les vestiges du décor de l'ancien château
- des centaines de carreaux et de fragments ainsi qu’un dessin de restitution du pavement polychrome du XVIe siècle
- plusieurs lots d’objets en faïence

## Pour en savoir plus